# 圣费尔热 (上索恩省)
圣费尔热（法語：Saint-Ferjeux，法語發音：[sɛ̃ fɛʁʒø]）是法国上索恩省的一个市镇，属于吕尔区。

## 地理
圣费尔热（47°32'37"N, 6°30'36"E）面积1.77 平方千米，位于法国勃艮第-弗朗什-孔泰大區上索恩省，该省份为法国东部内陆省份，北起顺时针与孚日省、贝尔福地区省、杜省、汝拉省、科多尔省和上马恩省接壤。
与圣费尔热接壤的市镇（或旧市镇、城区）包括：瑟纳尔让-米尼亚方、伯沃日、贝勒方丹。
圣费尔热的时区为UTC+01:00、UTC+02:00（夏令时）。

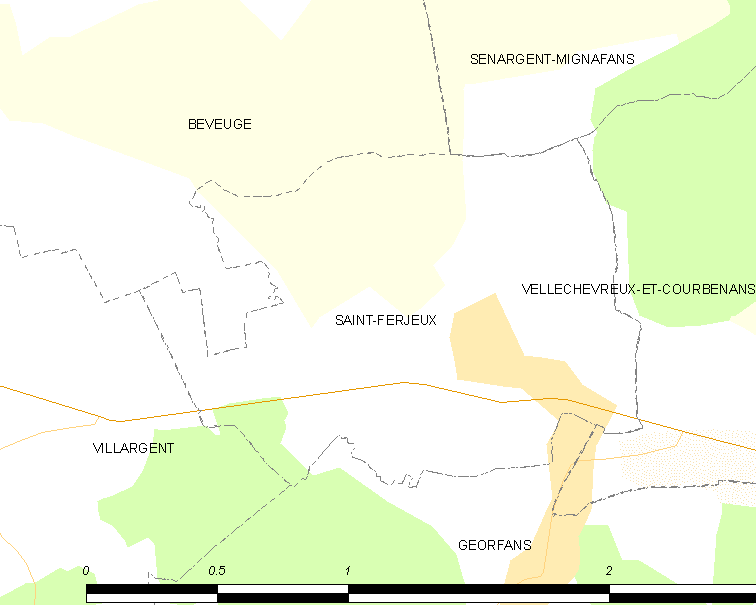
圣费尔热的OSM定位图

## 行政
圣费尔热的邮政编码为70110，INSEE市镇编码为70462。

## 政治
圣费尔热所属的省级选区为维莱塞克塞勒县。

## 人口

1962-2008年间圣费尔热人口变化图示

圣费尔热于2022年1月1日时的人口数量为79人。